# Brachyptera ristis
Brachyptera ristis is een steenvlieg uit de familie vroege steenvliegen (Taeniopterygidae). De wetenschappelijke naam van de soort is voor het eerst geldig gepubliceerd in 1901 door Klapálek.